# 六盘齿突蟾
六盘齿突蟾（学名：Scutiger liupanensis）为锄足蟾科齿突蟾属的两栖动物，是中国的特有物种。只发现于宁夏六盘山。其种加词“liupanensis”意为“六盘山的”。

## 保护
本种于2023年被收录入《有重要生态、科学、社会价值的陆生野生动物名录》。